# Неперехресні світогляди
Неперехресні світогляди (NOMA) (англ. Non-overlapping magisteria) — це точка зору, за яку виступає палеонтолог Стівен Джей Гулд, згідно з якою наука та релігія представляють різні сфери дослідження, факти проти цінностей, тому існує різниця між "сферами" , у яких вони мають "авторитет", і ці дві області не перетинаються.  Він припускає, наводячи приклади, що "NOMA користується яскраво вираженою підтримкою, навіть серед найбільш консервативних традиціоналістів", і що це "здорова позиція загального компромісу, досягнутого тривалою боротьбою між людьми з хорошими намірами в обох сферах".  Деякі критикували цю ідею або пропонували її обмеження. Досі існують розбіжності щодо того, де мають бути межі між двома магістеріями. Проте основна ідея була висловлена раніше Альфредом Норт Уайтгедом у 1925 році у статті "Релігія і Наука" для журналу The Atlantic.

## Пропозиція Гулда щодо розділення компетенцій
В есе "Неперехресні світогляди" 1997 року для журналу "Natural History" і пізніше в своїй книзі "Rocks of Ages" (1999), Гулд запропонував те, що описує як: "благословенно просте і цілком відоме історії вирішення для ... очікуваного конфлікту між наукою та релігією",  і почав з його здивування щодо потреби прийняття звернення Івана Павла II "Істина не може суперечити істині" до Папської академії наук в 1996 році. Він звертається до терміна магістеріум з енцикліки Папи Пія Xll Humani generis (1950), і визначає його як "область, де одна форма тлумачення світу містить відповідні інструменти для повноцінного дискурсу і вирішення конфлікту між двома світоглядами", і описує принцип NOMA так: "Наука намагається задокументувати фактичні ознаки світу природи і розвинути теорії, які координують і пояснюють ці ознаки. Релігія, в свою чергу, оперує такою ж важливою, але повністю протилежною сферою людських цілей, значень і цінностей - об'єктами, котрі фактична сфера науки може висвітлити, але не вирішити." "Цих два світогляди не перетинаються і не охоплюють усіх запитань (до прикладу, релігія і наука не займаються питанням краси чи мистецтва)."
Гулд наголошував на законності кожної сфери діяльності тільки в межах її експертизи: "NOMA працює в обох напрямках. Якщо релігія більше не може визначити cутність фактичних висновків, які належать до науки, тоді вчені не можуть претендувати на розуміння моральної істини зі своїх емпіричних знань про фізичний світ." У розділі "NOMA: визначення та обґрунтування" Гулд навів приклади типів запитань, які відносяться до кожної сфери експертності. Ось, наприклад, у темі "наші стосунки з іншими живими істотами" запитання: "Люди насправді схожі на мавп, тому що у нас спільний предок чи тому що еволюція відбувалась за лінійним порядком, а мавпи відповідали етапу нижчому за наш?" - належить сфері експерності науки, у свою чергу запитання: "За яких умов (якщо взагалі) ми маємо право призводити до вимирання інших видів шляхом їх винищення? Чи порушуємо ми якийсь моральний принцип, коли в генетичній інженерії поміщаємо ген одного виду істоти в геном іншої" -  відноситься до сфери експерності релігії.Далі він представив «нарис історичних причин існування конфлікту там, де його не повинно бути». 
У своїй промові перед Американським інститутом біологічних наук Гулд підкреслив також дипломатичні причини прийняття NOMA, заявивши, що "причина, чому ми підтримуємо цю позицію, полягає в тому, що, з логічної точки зору, вона є правильною. Але ми також повинні розуміти, що це дуже практично, якщо ми хочемо домінувати." Гулд стверджував, якщо дані опитування справді правильні і: від 80 до 90% американців вірять у вищу істоту, і така віра не сприймається як та, що суперечить еволюції - тоді "ми повинні наголошувати, що релігія це інше, і наука ніяким чином їй не суперечить", інакше "ми далеко не заїдемо". У 1997 році він написав: "NOMA є не просто дипломатичною, а принциповою позицією щодо моралі та інтелектуальних міркувань".

У 1997 році він уточнив свою позицію, описавши свою роль як науковця щодо NOMA:
Релігія є занадто важливою для великої кількості людей, аби порушувати комфорт, котрий багато з них досі знаходять в теології. Наприклад, я можу секретно підозрювати, що наполягання папи на наявності чогось божественного в людській душі є лише заспокоєнням для наших страхів, засобом збереження віри в те, що людина має перевагу в цьому еволюційному світі, який насправді не надає переваги жодному з видів. Але я також знаю, що душі відображають предмет за межами науки. Мій світ не може довести або підтвердити це поняття, але і концепція душі не може загрожувати чи мати вплив на мій світ. Більш того, я особисто не можу прийняти католицьке поняття душі, але, безумовно, я шаную метафоричну цінність такої концепції як для обґрунтування дискусії щодо моральності, так і для висловлення щодо того, що ми найбільше цінуємо в потенційності: нашу порядність, піклування, і всі етичні та інтелектуальні дискусії, до яких нас привела еволюція свідомості.
Кіаран Бенсон бачить тенденцію у перегляді кордонів між "гуманітарними науками та природничими", як у заяві Вільгельма Ділтея 1883-ого року про розрізнення між Geisteswissenschaften (гуманітарними науками) та Naturwissenschaften (природничими науками). Астрофізик Арнольд О. Бенц бачить кордон між релігією і наукою у різних шляхах сприйняття реальності: об'єктивні вимірювання в науці та особиста залученість у релігії. Два погляди сприйняття відрізняються, але зустрічаються, наприклад, у подиві чи етиці.

## Національна академія наук США
Також у 1999 році Національна академія наук США зайняла подібну позицію. Її публікація "Наука та Креаціонізм" заявляла, що "науковці, як і багато інших людей, з трепетом ставляться до порядку та складності природи. Насправді, багато науковців є глибоко релігійними. Але наука і релігія охоплюють дві різні сфери людського буття. Вимагати їхнього об'єднання зменшило б велич кожної."

## Humani generis
Гулд написав, що надихнувся на роздуми щодо неперехресних світоглядів після огляду енцикліки Humani generis в 1950 році, у якій Папа Пій XII дозволяв католикам цікавитись антропогенезом, поки вони прийматимуть ідею наявності божественного в людській душі. Гулд процитував наступний параграф:
Викладацька влада церкви не забороняє проведення досліджень та дискусій між людьми, які знаються в обох сферах, на сучасному рівні розвитку гуманітарних наук та богослов'я, поки вони вивчають походження людського тіла як того, що походить від попередньо існуючої та живої матерії, оскільки католики зобов’язані дотримуватись віри, що душі створені безпосередньо Богом.

## Рецепція
Річард Докінз розкритикував позицію Гулда на підставі, що релігія не відокремлена від наукових питань чи матеріального світу. Він пише: "Це цілком нереально стверджувати, як це роблять Гулд та багато інших, що релігія тримається осторонь від сфери науки, обмежуючись мораллю та цінностями. Всесвіт із присутністю надприродного був би принципово та якісніше іншим, ніж всесвіт без такого надприродного начала. Різниця, неминуче, є науковою. Релігії заявляють про існування (певних сутностей), а це заяви наукові." Спостереження Гулда "ці два світогляди не перетинаються" не враховують тверджень багатьох релігій щодо матеріальної реальності, таких як диво чи ефективність молитви. 
Докінз також стверджує, що релігія без божественного втручання сильно б відрізнялась від тих, що наявні зараз і точно була б відмінною від релігій Авраама. Більш того, він заявляє, що релігії були б тільки раді прийняти наукові заяви, які підтверджували б їх погляди. Наприклад, якби аналіз ДНК доказав, що Ісус не мав земного батька, то вся концепція про неперехресні світогляди втратила б значення.
Теолог Фрідріх Вільгельм Граф був прихильником такого підходу, але стверджував, що він є теологічним. Граф припускає, що, наприклад, креаціонізм можна розуміти як реакцію релігійних громад на Verweltanschaulichung (тобто інтерпретацію як світогляд) (природничої) науки в соціальному дарвінізмі. Однак спроби природничих наук конкурувати з релігією можуть спричинити негативну реакцію, яка буде згубною для обох сторін.
Кіаран Бенсон, нерелігійний гуманіст, захищає "духовне" як категорію проти обох. Він припускає, що у той час як Гулд стверджує про NOMA (неперехресні науку, моральність та релігію), а Річард Докінз про "бренд SM (поширення експертизи науки на всі сфери, англ.(Scientific Magisterium))", Бенсон віддав би перевагу OM (світогляди, що перетинаються, англ. (Overlapping Magisteria)), особливо у випадку мистецтва та релігії.

Френсіс Коллінз критикував те, що він вважав обмеженнями NOMA, стверджуючи, що наука, релігія та інші сфери "вже частково перетнулись", але погоджувався з Гулдом, що мораль, духовність та етика не можуть бути пояснені натуралістично.  Це виходить за межі концепції, запропонованої Гулдом у його оригінальному есе 1997-ого року «Світогляди, що не перетинаються», у якому він пише:
Кожен зі світоглядів має повноцінний авторитет у певній сфері життя. Вирішення конфлікту між наукою та релігією могло б залишитись безкомпромісним та зрозумілим, якщо б неперехресні світогляди (NOMA) науки та релігії були розділені величезною нічийною землею. Але, фактично, ці два світогляди впираються просто один в одного, переплітаючись неймовірно складним чином вздовж спільного кордону. Вирішення багатьох наших глибоких питань потребує обидвох світоглядів для різних частин однієї відповіді, і визначення меж цих сфер може стати дуже складним та заплутаним.
Метт Рідлі зазначає, що релігія робить більше, ніж просто говорить про термінальні цінності і основи моралі, і науці не заборонено говорити про те ж саме. Зрештою, мораль включає людську науку про поведінку - спостережне явище, а наука вивчає такі явища. Рідлі говорить про те, що існують суттєві наукові докази еволюційного походження етики та моралі.
Сем Гарріс різко розкритикував цю концепцію у своїй книзі "Моральний ландшафт". Він пише: "Сенс, цінності, мораль і хороше життя мають бути пов'язані з фактами про благополуччя свідомих істот, і, у нашому випадку, мають законно залежати від подій у світі і від стану людського мозку."
Майкл Шмідт-Саломон стверджує, що еволюційний гуманізм вважає спробу розділити дві протилежні сфери знань помилковою. Ця спроба сприяє підтриманню ілюзій і не просуває людство ні на крок вперед у його розвитку. Крім того, природа і культура нерозривно переплетені. Твердження, які вже є хибними на фізичному чи біологічному рівні, не можуть раптово виявитися правильними на філософському рівні.

## Дивіться також
- Бог білих плям
- Наука і релігія
- Портал: Релігія
- Портал: Наука